# OGLE-2006-BLG-109L
OGLE-2006-BLG-109Lは、いて座の方向約4900光年の距離にある、銀河バルジの恒星である。

## 惑星系

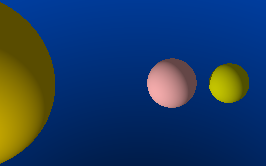
惑星系の模式図

2008年2月14日、OGLEプロジェクトによる重力マイクロレンズの観測から、2つの太陽系外惑星が発見された、と発表された。この2つの惑星は、重力マイクロレンズ法によって発見された5つめ、6つめの惑星となる。
2つの惑星の質量は、OGLE-2006-BLG-109Lbが約0.73木星質量、OGLE-2006-BLG-109Lcは約0.27木星質量である。この2つの惑星は、質量比や軌道長半径の比、惑星表面の平衡温度といった特徴が、太陽系における木星と土星に類似している。
| 名称 （恒星に近い順） | 質量        | 軌道長半径 （天文単位） | 公転周期 (日)    | 軌道離心率 | 軌道傾斜角 | 半径 |
| --------------------- | ----------- | ----------------------- | ---------------- | ---------- | ---------- | ---- |
| b                     | 231 ± 29 M⊕ | 2.3 ± 0.5               | 1,788.5 ± 584.0  | —          | —          | —    |
| c                     | 86 ± 7 M⊕   | 4.5 ± 2.1               | 4,927.5 ± 3540.5 | 0.15       | 64°        | —    |